# أنكسيمانس
أنكسيمانس الملطي (نحو 588 - 525 ق. م) هو فيلسوف يوناني، ويعتبر من آواخر من يمثل المدرسة الملطية أو الإيونية.
قيل بأنه تلميذ أنكسيمندريس. عاد إلى فكرة طاليس التي ترجع الكون إلى مادة أصلية ولكنه قال ان هذه المادة الأولية ليست هي الماء (كما قال طاليس) بل الهواء.
ويرى أنكسيمانس أن الهواء يصبح عن طريق التكثيف مرئيا، وذلك على شكل ضباب أو سحاب أولا، ثم على شكل ماء، وأخيرا على شكل مادة جامدة كالتراب، ويصبح من طريق الخلخلة (أي تخفيف الكثافة) نارا. كما اعتقد أن الأرض قرص مسطح يطفو في الهواء.

## سيرته
هو تلميذ أنكسيمندريس وقد كان أقل منه توفيقاً في العلوم وأضيق خيالاً، عاد إلى رأي طاليس في الأرض فاعتقد انها قرص مسطح قائم على قاعدة وأنكر حركة الشمس ليلاً من تحتها واستبدل بها حركة جانبية حولها وعلل اختفاء الشمس في المساء حتى إلى الصباح بأن جبالاً شاهقة تحجبها عن الأنظار من جهة الشمال أو بأنها أبعد عن الأرض في الليل منها في النهار وقد كان مثل هذا القول معروفاً عند المصريين، واشتغل بالظواهر الجوية ولا يلوح أنه أفاد العلم من هذه الناحية، وهو معدود من أعلام المدرسة اليونانية الثلاثة: طاليس وانكسيمندريس وانكسمنييس، وقد رأى طاليس أن الماء أصل الوجود وقال أنكسيمندريس بل هو مادة لا تحدها حدود وأعلن انكسيماس أنه الهواء.

## أقواله
قال: إن الباري تعالى أزلي لا أول له ولا آخر، هو مبدأ الأشياء ولا بدء له، هو المدرك من خلقه أنه هو فقط، وإنه لا هوية تشبهه، وكل هوية فمبدعة منه، هو الواحد ليس واحد الأعداد لأن واحد الأعداد يتكثر، وهو لا يتكثر، وكل مبدع ظهرت صورته عند في حد الإبداع، فقد كانت صورته في علمه الأول، والصور عند بلا نهاية، قال: ولا يجوز في الرأي إلاأحد قولين إما أن نقول إنما أبدع مافي علمه، وإما أن نقول إنما أبدع في أشياء لا يعلمها وهذا من القول المستبشع، وإن قلنا أبدع ما في علمه، فالصورة أزلية بأزليته وليس تتكثر ذاته بتكثر المعلومات ولا تتغير بتغيرها، قال أبدع بوحدانيته صورة العنصر، ثم صورة العقل انبعثت عنها ببدعة الباري تعالى فرتب العنصر في العقل ألوان الصور على قدر ما فيها من طبقات الأنوار، وأصناف الآثار، وصارت تلك الطبقات صوراً كثيرة دفعة واحدة، كما تحدث الصور في المرآة الصقيلة، بلا زمان ولا ترتيب بعض على بعض، غير أن الهيولى لا تحتمل القبول دفعة واحدة إلا بترتيب وزمان، فحدثت تلك الصور فيها على الترتيب ولم يزل العقل في العالم بعد العالم على قدر طبقات العوالم، حتى قلت أنوار الصور في الهيولى، وقلت الهيولى، وصارت منها هذه الصورة الرذلة التي لم تقبل نفساً روحانية، ولا نفساً حيوانية، ولا نباتية، وكل ما هو على قبول حياة وحس، فهو بعد في آثار تلك الأنوار، وكان يقول: إن هذا العالم يدثر، ويدخله الفساد والعدم، من أجل أنه سفل تلك العوالم وثقلها، ونسبتها إليه نسبة اللب إلى القشر، والقشر يرمى، قال: وإنما ثبات هذا العالم بقدر ما فيه من قليل نور ذلك العالم، وإلا لما ثبت طرفة عين، ويبقى ثباته إلى أن يصفى العقل جزءه الممتزج به، وإلى أن تصفى جزءها المختلط فيه، فإذا صفي الجزءان عنه دثرت أجزاء هذا العالم، وفسدت وبقيت مظلمة بلا نور ولا سرور ولا روح، ولا راحة، ولا سكون ولا سلوة.
ونقل عنه أيضاً إن الأوائل من المبدعات هو الهواء، ومنه يكون جميع ما في العالم من الأجرام العلوية والسفلية، قال: ما كون من صفو الهواء المحض لطيف روحاني لا يدثر، ولا يدخل عليه الفساد، ولا يقبل الدنس الخبيث، وما كون من كدر الهواء كثيف جسماني يدثر، ويدخله الفساد، وقبل الدنس والخبث، فما فوق الهواء من العوالم فهو من صفوه، وذلك عالم الروحانيات، وما دون الهواء من العوالم فهو من كدره، وذلك علم الجسمانيات، كثير الأوساخ والأوضار يتشبث به من سكن إليه، فصعد إلى عالم كثير اللطافة، دائم السرود، ولعله جعل الهواء أول الأوائل لموجودات العالم الجسماني، كما جعل العنصر أول الأوائل لموجودات العالم الروحاني، وهو على مثال مذهب ناليس، إذ أثبت العنصر والماء في مقابلته وهو قد أثبت العنصر والهواء في مقابلته، ونزل العنصر منزلة القلم الأول، والعقل منزلة اللوح القابل لنقش الصور، ورتب الموجودات على ذلك الترتيب، وهو أيضا من مشكاة النبوة اقتبس، وبعبارات القوم التبس

## مولده ووفاته
ولد سنة 588 ق. م. وتوفي سنة 524 ق. م.